# Robert Waseige
Robert Waseige (Vottem, 26 augustus 1939 – Luik, 17 juli 2019) was een Belgische voetballer en voetbalcoach. Na een bescheiden carrière als speler maakte hij in België furore als coach. Hij werd tijdens zijn trainersloopbaan drie keer verkozen tot Belgisch trainer van het jaar. Van 1999 tot 2002 was hij bondscoach van de Rode Duivels, met wie hij deelnam aan EURO 2000 en het WK 2002.

## Spelerscarrière
De ouders van Robert Waseige waren afkomstig van de Luikse gemeente Rocourt, maar omdat zijn vader aan astma leed, verhuisden zijn ouders nog voor zijn geboorte naar het dorpje La Gleize. Net voor de geboorte van hun zoon Robert verhuisden ze naar Vottem, omdat ze daar in de nabijheid waren van een ziekenhuis. Toen Robert zeven jaar was, verkaste het gezin Waseige naar de Luikse stadsbuurt Sainte-Walburge.
Als kind droomde Waseige van een baan als gymleraar. Op 8-jarige leeftijd sloot hij zich aan bij Club Luik. In 1959 maakte hij als middenvelder zijn debuut in het eerste elftal, dat twee jaar later vicekampioen zou worden. Waseige stond niet bekend als een groot talent, maar werd vooral geprezen om zijn inzet en werkkracht. Reeds als twintiger toonde hij interesse in de functie van voetbalcoach.
Na vier seizoenen in de hoogste afdeling werd hij getransfereerd naar de Brusselse fusieclub Racing White. Bij de tweedeklasser werd hij in de loop der jaren een ploegmaat van onder meer Jean Dockx, André Stassart en Fons Haagdoren. In 1965 promoveerde de club naar de hoogste afdeling. Vier jaar later bereikte Racing White onder leiding van coach Jef Vliers de bekerfinale. De Brusselaars verloren daarin met 2-0 van Lierse SK.
Na negen seizoenen in Brussel belandde Waseige in Limburg. Bij derdeklasser KFC Winterslag was hij even speler-trainer alvorens voltijds coach te worden. In 1972 promoveerde de club naar de Tweede Klasse, twee jaar later volgde de promotie naar de hoogste divisie. Het was de eerste maal dat Winterslag in de Eerste Klasse mocht aantreden. Waseige leerde bij Winterslag onder meer Vince Briganti kennen. De Italiaanse Belg was bij Winterslag eerst zijn speler, later zijn assistent.

## Trainerscarrière

### Winterslag
In drie jaar tijd loodste Waseige de Limburgse mijnclub van de derde naar de hoogste afdeling. Hoewel hij nog tot 1973 als voetballer actief was, waren het vooral zijn kwaliteiten als trainer die in die periode indruk maakten. Winterslag, dat over spelers als Paul Theunis, Eric Vanlessen, Pierre Denier, Tony Rombouts en Vince Briganti beschikte, zakte in 1975 nog even terug naar de Tweede Klasse, maar keerde nadien voor lange tijd terug in de Eerste Klasse.

### Standard Luik
Nadat Standard in 1976 op een teleurstellende achtste plaats was geëindigd, nam de Luikse club Waseige aan als opvolger van de Fransman Lucien Leduc. De inmiddels 37-jarige Waseige kreeg bij de Rouches spelers als Michel Preud'homme, Eric Gerets, Michel Renquin, Gerard Plessers, Ásgeir Sigurvinsson en Alfred Riedl onder zijn hoede.
Met Waseige aan het roer werd Standard drie seizoenen op rij derde in de competitie, hoewel de club in 1978 met Harald Nickel onder meer de topschutter in zijn rangen had. Waseige had beter gepresteerd dan zijn voorgangers, maar wist net als hen geen prijzen te pakken. In 1979 werd hij vervangen door de Oostenrijkse coach Ernst Happel.

### Terug naar Winterslag
Na een afwezigheid van drie jaar keerde de Luikenaar terug naar Winterslag. Daar zette hij de sportieve opmars die hij negen jaar eerder had gestart verder. Winterslag, dat inmiddels ook Luxemburgs international Carlo Weis en gewezen PSV- en Anderlechtspeler Johan Devrindt had aangetrokken, eindigde in het seizoen 1980/81 voor het eerst in de top vijf en bemachtigde zo een ticket voor de UEFA Cup.

### Lokeren
In de zomer van 1981 volgde Waseige bij vicekampioen KSC Lokeren het trainersduo Urbain Haesaert en Jozef Vacenovsky op. De Luikenaar, die door zijn overstap het Europese debuut van Winterslag miste, mocht met Lokeren ook deelnemen aan de UEFA Cup. De Waaslanders, die over talentvolle buitenlanders als Preben Larsen, Wlodzimierz Lubanski, Grzegorz Lato en Arnór Guðjohnsen en Belgische internationals Raymond Mommens, René Verheyen en Maurits De Schrijver beschikten, schakelden Europees FC Nantes en Aris FC uit. In de 1/8 finale werd het team van Waseige door FC Kaiserslautern uit het toernooi gewipt. In de competitie werd Lokeren vierde, waardoor het een jaar later opnieuw mocht aantreden in de UEFA Cup.
In de zomer van 1982 nam Waseige afscheid van Lato en Lubanski en trok de club met René van der Gijp een wispelturige versterking aan. De Nederlandse rechtsbuiten noemde Waseige later "geen alcoholist, maar wel een gezellige drinker". Lokeren zakte in het seizoen 1982/83 terug naar de middenmoot en werd in de tweede ronde van de UEFA Cup uitgeschakeld door latere finalist Benfica. Na het seizoen werd Waseige vervangen door Dimitri Davidović.

### Club Luik
Precies twintig jaar na zijn afscheid als speler keerde Waseige terug naar Rocourt. De Luikenaar werd coach van Club Luik, waar hij net als bij zijn vorige werkgevers de kans kreeg om met een talentvolle generatie samen te werken. Met spelers als Jean-François De Sart, Benoît Thans, Roger Henrotay, Luc Ernes, Bernard Wégria, Raphaël Quaranta en later ook Danny Boffin en Jean-Marie Houben wist Waseige de Luikse club uit te bouwen tot een subtopper. Club Luik bereikte in 1985 de halve finale van de beker en eindigde in de competitie op de derde plaats, ver boven stadsrivaal Standard. Daardoor mocht het team van Waseige een jaar later voor het eerst deelnemen aan de UEFA Cup. Waseige zelf werd in 1985 voor de eerste keer verkozen tot trainer van het jaar.
In 1987 leidde Waseige de Luikse club voor het eerst in haar geschiedenis naar de bekerfinale. Club Luik verloor daarin met het kleinste verschil van KV Mechelen. In het seizoen 1988/89 legden Waseige en zijn team opnieuw beslag op de derde plaats en schakelden ze in de 1/16 finale van de UEFA Cup Benfica uit. Een ronde later bleek het Juventus van trainer Dino Zoff te sterk voor de Luikenaars.
In het seizoen 1989/90, het zevende voor Waseige als coach van Club Luik, bereikten de rood-blauwen opnieuw de bekerfinale. Ditmaal won het elftal van Waseige met 2-1 van Germinal Ekeren. De Joegoslavische spits Nebojša Malbaša scoorde in het slot van de wedstrijd het beslissende doelpunt. Datzelfde jaar bereikte Club Luik ook voor het eerst de kwartfinale van de UEFA Cup.
In 1990/91 speelde Club Luik voor het laatst Europees. Als bekerwinnaar mochten de spelers van Waseige deelnemen aan de Europacup II. Daarin werden de Luikenaars net als twee jaar uitgeschakeld door Juventus.
Nadien kreeg de club te kampen met financiële problemen. Waseige werd in 1992 opgevolgd door Eric Gerets, met wie hij nog had samengewerkt bij Standard.

### Sporting Charleroi
In 1992 volgde Waseige de Kroaat Luka Peruzović op bij Sporting Charleroi, dat in die dagen kon rekenen op onder meer Pär Zetterberg, de Zweedse middenvelder die door Anderlecht aan Charleroi werd verhuurd. De jonge spelverdeler ontbolsterde volledig in het seizoen 1992/93 en loodste het team van Waseige naar de zevende plaats in het klassement en de bekerfinale, waarin Charleroi, nota bene in het stadion van Anderlecht, met 2-0 verloor van Standard. Hoewel de terugkeer van Zetterberg naar het Astridpark in 1993 een aderlating betekende, leek Charleroi niet aan kwaliteit in te boeten. Met spelers als Dante Brogno, Eric Van Meir, Cedomir Janevski, Michel Rasquin en oude bekenden als Raymond Mommens en Nebojša Malbaša slaagde Waseige erin om met Charleroi op de vierde plaats te eindigen, de beste prestatie van de club sinds 1969. Na afloop van het seizoen werd de Luikenaar voor de tweede keer uitgeroepen tot beste trainer in de Belgische competitie.

### Terug naar Standard
De inmiddels 56-jarige Waseige kreeg in 1994 een herkansing bij Standard, waar hij ditmaal René Vandereycken opvolgde. De club, die al beschikte over sterkhouders als Gilbert Bodart, Marc Wilmots, Michaël Goossens, Gunther Schepens en Guy Hellers, plukte in de zomer van 1994 de Australische spits Aurelio Vidmar weg bij KSV Waregem. Met een spelerskern die bijna ongewijzigd was ten opzichte van het vorige seizoen wist Waseige toch enkele plaatsen op te schuiven in het klassement. Standard, dat in 1994 zesde was geworden, streed onder Waseige tot op de laatste speeldag mee om de landstitel. De Rouches werden uiteindelijk vicekampioen met een punt achterstand op landskampioen Anderlecht. Na het seizoen 1994/95 werd Waseige voor de derde keer uitgeroepen tot trainer van het jaar.
Een seizoen later moest Waseige het stellen zonder Vidmar. De Australiër die in 1995 topschutter was geworden, verhuisde naar Feyenoord. In zijn plaats trok Standard onder meer aanvallers Nebojša Malbaša en Shalom Tikva aan. Maar ondanks een zo goed als ongewijzigde kern zakte Standard weer naar de zesde plaats. In de UEFA Cup werd de Belgische vicekampioen in de eerste ronde uitgeschakeld door Vitória SC. Na het seizoen 1995/96 zochten de meeste spelers dankzij het Bosman-arrest andere oorden op. Waseige zelf werd in de zomer van 1996 vervangen door Jos Daerden.

### Sporting Lissabon
Waseige zelf trok in 1996 voor het eerst naar het buitenland. De Luikenaar werd coach van de Portugese topclub Sporting Lissabon. Octávio Machado, die het vorige seizoen als interim-trainer had afgesloten, hoopte hoofdcoach te blijven. Na de komst van Waseige werd hij echter opnieuw assistent-trainer. De Luikse coach, die later zei dat zijn beperkte kennis van het Portugees voor moeilijkheden zorgde met de pers, maakte op 23 augustus 1996 zijn officieel debuut voor Sporting. De club won toen zijn eerste competitiewedstrijd met 1-3 van SC Espinho.
Waseige probeerde zijn stempel te drukken op het elftal. Zo kon hij in zijn kern rekenen op de Belgische doelman Filip De Wilde en de Kameroense aanvaller Jean-Jacques Missé-Missé, met wie hij al eens had samengewerkt bij Charleroi. Daarnaast lanceerde hij ook de carrière van de jonge verdediger Beto, die nadien nog tien jaar voor Sporting zou uitkomen.
Maar hoewel de club aanvankelijk goede resultaten haalde - Waseige was in de competitie zeven wedstrijden ongeslagen en schakelde in de UEFA Cup Montpellier uit - nam de druk van buitenaf zienderogen toe. Nederlagen tegen onder meer FC Porto, SC Braga en FC Metz zorgden ervoor dat hij al na enkele maanden mocht vertrekken. Na zijn ontslag werd Octávio Machado opnieuw hoofdcoach.

### Terug naar Charleroi
Na enkele maanden zonder club keerde Waseige in de zomer van 1997 terug naar de Zebra's. Net als vier jaar eerder volgde hij er Luka Peruzović op. Twee seizoenen op rij streed Waseige tegen de degradatie; telkens wist hij de Henegouwers naar een veilige plaats te loodsen. In 1998 liet hij de 20-jarige Daniel Van Buyten debuteren op het hoogste niveau. De latere verdediger van Bayern München werd door Waseige op het middenveld uitgespeeld.

### Bondscoach van België
Op 21 augustus 1999 zette Waseige een opmerkelijke stap hogerop. Hij liet het degradatievoetbal van Charleroi achter zich en werd benoemd tot bondscoach van de Rode Duivels. De net geen 60-jarige Luikenaar was de opvolger van Georges Leekens, die na onder meer de vroege uitschakeling op het WK 1998 en de teleurstellende resultaten in de oefenwedstrijden was ontslagen. Waseige moest België voorbereiden op EURO 2000, waarvoor het als gastland rechtstreeks gekwalificeerd was. Als assistent-bondscoach nam hij zijn vroegere ploegmaat en hulptrainer Vince Briganti in dienst.
Als Waal kon Waseige rekenen op de steun van de Franstalige pers, maar in Vlaanderen werd zijn benoeming op scepsis onthaald. Zo noemde Nederlandstalige journalisten hem omwille van zijn leeftijd "opa Waseige".
Op 4 september 1999 maakte Waseige tegen Nederland zijn debuut als bondscoach. De Derby der Lage Landen eindigde op 5-5. Onder Waseige speelden de Belgen aanvankelijk erg aanvallend, met zeges tegen Marokko (4-0) en Italië (1-3) als gevolg. In maart 2000 namen de Duivels het opnieuw op tegen Nederland, ditmaal werd het 2-2.
Op het EK won België in de openingswedstrijd tegen Zweden met 2-1. In het volgende duel verloren de Duivel met 0-2 van latere finalist Italië. België kon zich nog plaatsen voor de volgende ronde, maar verloor in de derde groepswedstrijd met 0-2 van Turkije na onder meer een flater van doelman Filip De Wilde. Het team van Waseige moest het toernooi al na de eerste ronde verlaten.
In de kwalificatiecampagne voor het WK 2002 in Japan en Zuid-Korea werd België ondergebracht in de groep van Kroatië, Schotland, Letland en San Marino. De Duivels werden uiteindelijk tweede en moesten daarom nog twee barragewedstrijden spelen tegen Tsjechië. In het Koning Boudewijnstadion werd het 1-0 na een doelpunt van Gert Verheyen, die in de terugwedstrijd (1-1) een strafschop versierde en er zo voor zorgde dat België naar het WK mocht.
In de aanloop naar het WK zorgde Waseige voor een mediarel door de pers niet meteen in te lichten over zijn toekomstplannen. Op de dag dat de Belgische selectie naar Japan vertrok, raakte bekend dat de Luikenaar na het WK opnieuw bij Standard aan de slag zou gaan. Hoewel de spelersgroep voor die beslissing begrip kon opbrengen, kwam Waseige in de pers onder vuur te liggen. De onrust nam snel toe. Wesley Sonck, die in 2002 de Gouden Schoen en de titel van topschutter had veroverd, eiste de positie van spits op in het elftal van Waseige, maar moest zich tevreden stellen met een rol als invaller. De Belgische pers speelde in op de almaar groter worden onrust in en rond de nationale ploeg, met ruzies, achterklap en persboycots van zowel spelers als journalisten als gevolg. Ook spelers stoorden zich aan Waseige, die erg gevoelig was aan roddels en daarom cynisch en hard uit de hoek kon komen.
De prestaties van de Rode Duivels brachten geen soelaas. België speelde in het openingsduel tegen gastland Japan 2-2 gelijk en kon ook in de tweede wedstrijd geen afstand nemen van Tunesië (1-1). In het laatste duel, dat zou bepalen of de Belgen naar de volgende ronde mochten, werd met 3-2 gewonnen van Rusland. Door de zege mocht België het in de volgende ronde opnemen tegen Brazilië. In de aanloop naar het duel werd een persconferentie georganiseerd waar op uitzondering van Jean-Louis Donnay, journalist van Le Soir en schrijver van de biografie Robert Waseige: Un chef (1988), niemand op afkwam.
Waseige, die binnen de spelersgroep kon rekenen op de onvoorwaardelijke steun van aanvoerder Marc Wilmots, zag zijn team de rug rechten tegen Brazilië. België verloor van de latere wereldkampioen, maar zag daarbij wel een doelpunt onterecht afgekeurd worden door de Jamaicaanse scheidsrechter Peter Prendergast.
| Interlands België onder leiding van Robert Waseige | Interlands België onder leiding van Robert Waseige | Interlands België onder leiding van Robert Waseige | Interlands België onder leiding van Robert Waseige | Interlands België onder leiding van Robert Waseige |
| №                                                  | Datum                                              | Wedstrijd                                          | Uitslag                                            | Competitie                                         |
| -------------------------------------------------- | -------------------------------------------------- | -------------------------------------------------- | -------------------------------------------------- | -------------------------------------------------- |
| 1                                                  | 04 Sep 1999                                        | Nederland – België                                 | 5–5                                                | Oefeninterland                                     |
| 2                                                  | 07 Sep 1999                                        | België – Marokko                                   | 4–0                                                | Oefeninterland                                     |
| 3                                                  | 10 Oct 1999                                        | Engeland – België                                  | 2–1                                                | Oefeninterland                                     |
| 4                                                  | 13 Nov 1999                                        | Italië – België                                    | 1–3                                                | Oefeninterland                                     |
| 5                                                  | 23 Feb 2000                                        | België – Portugal                                  | 1–1                                                | Oefeninterland                                     |
| 6                                                  | 29 Mar 2000                                        | België – Nederland                                 | 2–2                                                | Oefeninterland                                     |
| 7                                                  | 26 Apr 2000                                        | Noorwegen – België                                 | 0–2                                                | Oefeninterland                                     |
| 8                                                  | 03 Jun 2000                                        | Denemarken – België                                | 2–2                                                | Oefeninterland                                     |
| 9                                                  | 10 Jun 2000                                        | België – Zweden                                    | 2–1                                                | EK-eindronde                                       |
| 10                                                 | 14 Jun 2000                                        | België – Italië                                    | 0–2                                                | EK-eindronde                                       |
| 11                                                 | 19 Jun 2000                                        | België – Turkije                                   | 0–2                                                | EK-eindronde                                       |
| 12                                                 | 16 Aug 2000                                        | Bulgarije – België                                 | 1–3                                                | Oefeninterland                                     |
| 13                                                 | 02 Sep 2000                                        | België – Kroatië                                   | 0–0                                                | WK-kwalificatie                                    |
| 14                                                 | 07 Oct 2000                                        | Letland – België                                   | 0–4                                                | WK-kwalificatie                                    |
| 15                                                 | 28 Feb 2001                                        | België – San Marino                                | 10–1                                               | WK-kwalificatie                                    |
| 16                                                 | 24 Mar 2001                                        | Schotland – België                                 | 2–2                                                | WK-kwalificatie                                    |
| 17                                                 | 25 Apr 2001                                        | Tsjechië – België                                  | 1–1                                                | Oefeninterland                                     |
| 18                                                 | 02 Jun 2001                                        | België – Letland                                   | 3–1                                                | WK-kwalificatie                                    |
| 19                                                 | 06 Jun 2001                                        | San Marino – België                                | 1–4                                                | WK-kwalificatie                                    |
| 20                                                 | 15 Aug 2001                                        | Finland – België                                   | 4–1                                                | Oefeninterland                                     |
| 21                                                 | 05 Sep 2001                                        | België – Schotland                                 | 2–0                                                | WK-kwalificatie                                    |
| 22                                                 | 06 Oct 2001                                        | Kroatië – België                                   | 1–0                                                | WK-kwalificatie                                    |
| 23                                                 | 10 Nov 2001                                        | België – Tsjechië                                  | 1–0                                                | WK-kwalificatie                                    |
| 24                                                 | 14 Nov 2001                                        | Tsjechië – België                                  | 0–1                                                | WK-kwalificatie                                    |
| 25                                                 | 13 Feb 2002                                        | België – Noorwegen                                 | 1–0                                                | Oefeninterland                                     |
| 26                                                 | 27 Mar 2002                                        | Griekenland – België                               | 3–2                                                | Oefeninterland                                     |
| 27                                                 | 17 Apr 2002                                        | België – Slowakije                                 | 1–1                                                | Oefeninterland                                     |
| 28                                                 | 14 May 2002                                        | België – Algerije                                  | 0–0                                                | Oefeninterland                                     |
| 29                                                 | 18 May 2002                                        | Frankrijk – België                                 | 1–2                                                | Oefeninterland                                     |
| 30                                                 | 26 May 2002                                        | België – Costa Rica                                | 1–0                                                | Oefeninterland                                     |
| 31                                                 | 04 Jun 2002                                        | Japan – België                                     | 2–2                                                | WK-eindronde                                       |
| 32                                                 | 10 Jun 2002                                        | Tunesië – België                                   | 1–1                                                | WK-eindronde                                       |
| 33                                                 | 14 Jun 2002                                        | België – Rusland                                   | 3–2                                                | WK-eindronde                                       |
| 34                                                 | 17 Jun 2002                                        | Brazilië – België                                  | 2–0                                                | WK-eindronde                                       |

### Derde keer Standard
Na het turbulente WK verkaste Waseige naar Standard Luik, waar zijn vroegere doelman Michel Preud'homme inmiddels technisch directeur was en Luciano D'Onofrio, met wie hij in 1981 bij Winterslag had samengewerkt, de sterke man was achter de schermen. De Luikse trainer, die een contract tekende tot 2004, werd bij de Rouches opnieuw verenigd met Johan Walem, Eric Van Meir en Michaël Goossens. Daarnaast beschikte hij ook over getalenteerde spelers als Mohamed Tchité, Ivica Dragutinović, Almani Moreira en Robert Špehar. Ondanks de brede kern vielen de resultaten onder Waseige tegen. Na vijf wedstrijden waarin Standard slechts één punt verzamelde, werd de Luikenaar ondanks de steun van D'Onofrio in september 2002 aan de deur gezet. Luciano's broer Dominique D'Onofrio volgde Waseige op.

### Derde keer Charleroi
In oktober 2003 kreeg Waseige opnieuw de sportieve leiding bij Charleroi. Toenmalig trainer Dante Brogno zette een stap terug en werd zijn assistent. Drie speeldagen voor het einde van het seizoen 2003/04 werd Waseige bedankt voor bewezen diensten. De club stond op dat ogenblik op de voorlaatste plaats in het klassement. Onder leiding van zijn opvolger Jacky Mathijssen wist Charleroi zich alsnog te verzekeren van het behoud.

### Bondscoach van Algerije
Op 1 april 2004 werd Waseige bondscoach van Algerije. De inmiddels 65-jarige trainer volgde Rabah Saâdane op.
Waseige, die bij Algerije kon samenwerken met enkele spelers uit de Belgische competitie zoals Abdelmalek Cherrad, Mamar Mamouni en Samir Beloufa, verloor op 5 september 2004 verrassend met 0-3 van Gabon, dat op dat ogenblik al een jaar niet meer had gewonnen. Door de teleurstellende nederlaag mocht Waseige vijf maanden na zijn aanstelling opnieuw opstappen. Geen van de zeven duels onder zijn leiding resulteerde in een overwinning: vier gelijke spelen en drie nederlagen.
| Interlands Algerije onder leiding van Robert Waseige | Interlands Algerije onder leiding van Robert Waseige | Interlands Algerije onder leiding van Robert Waseige | Interlands Algerije onder leiding van Robert Waseige | Interlands Algerije onder leiding van Robert Waseige |
| №                                                    | Datum                                                | Wedstrijd                                            | Uitslag                                              | Competitie                                           |
| ---------------------------------------------------- | ---------------------------------------------------- | ---------------------------------------------------- | ---------------------------------------------------- | ---------------------------------------------------- |
| 1                                                    | 28 Apr 2004                                          | Algerije – China                                     | 0–1                                                  | Oefeninterland                                       |
| 2                                                    | 30 May 2004                                          | Algerije – Jordanië                                  | 1–1                                                  | Oefeninterland                                       |
| 3                                                    | 05 Jun 2004                                          | Algerije – Angola                                    | 0–0                                                  | WK-kwalificatie                                      |
| 4                                                    | 20 Jun 2004                                          | Zimbabwe – Algerije                                  | 1–1                                                  | WK-kwalificatie                                      |
| 5                                                    | 03 Jul 2004                                          | Nigeria – Algerije                                   | 1–0                                                  | WK-kwalificatie                                      |
| 6                                                    | 17 Aug 2004                                          | Algerije – Burkina Faso                              | 2–2                                                  | Oefeninterland                                       |
| 7                                                    | 05 Sep 2004                                          | Algerije – Gabon                                     | 0–3                                                  | WK-kwalificatie                                      |

### FC Brussels
Waseige, die in de jaren zestig voor Racing White had gespeeld, ging in 2005 voor het eerst terug aan de slag bij een Brusselse club. De Luikenaar werd in februari 2005 door voorzitter Johan Vermeersch aangetrokken om de ontslagen Emilio Ferrera te vervangen bij FC Brussels. Hij moest ervoor zorgden dat het noodlijdende Brussels in de Eerste Klasse bleef.
Met spelers als Alan Haydock, Richard Culek en Bjørn Helge Riise slaagde Waseige erin om de degradatie te ontlopen. Brussels werd vijftiende en mocht in de hoogste afdeling blijven. Na het seizoen 2004/05 zette Waseige een punt achter zijn trainerscarrière.
In 2007 keerde Waseige wel nog terug naar zijn oude liefde Club Luik, waar hij eerst een rol als sportief raadgever kreeg en later sportief manager werd. In juni 2009 werd hij gevraagd om technisch directeur te worden bij het Egyptische Al-Ahly. Dit aanbod sloeg hij omwille van de moeilijke omstandigheden af.

## Erelijst

### Als speler
| Nationaal                 |    |      |
| Kampioen in Tweede Klasse | 1x | 1965 |
| Kampioen in Derde Klasse  | 1x | 1972 |

### Als trainer
| Nationaal                 |    |                  |
| Beker van België          | 1x | 1990             |
| Kampioen in Tweede Klasse | 1x | 1976             |
| Kampioen in Derde Klasse  | 1x | 1972             |
| Individueel               |    |                  |
| Trainer van het Jaar      | 3x | 1985, 1994, 1995 |

## Persoonlijk leven, gezondheid en overlijden
Robert Waseige was gekend als een minzaam man maar een grootse persoonlijkheid, die als trainer wel genoot van het leven, getuige zijn liefde voor sigaren en een regelmatig borreltje. Hij hield niet van trivialiteiten, gaf weinig om sociale status maar was een gedreven professional met een passie voor het voetbal. Zo vaak als hij professioneel in de spotlights stond, zo weinig liet hij in zijn persoonlijk leven mensen toe. Hoewel men weet dat hij getrouwd is en 3 kinderen heeft, schermde Waseige hen zoveel mogelijk af en was hij heel scherp voor wie daar probeerde inbreuk op te plegen.
Hoewel hij het Nederlands machtig was, sprak Waseige het zelden, en tot zijn aanstelling als bondscoach kon hij zo interviews in het Nederlands ook vermijden. Op het WK 2002 leidde dat steevast tot enige versprekingen die de man evenwel in zijn zakelijke nuchterheid typeerden: "de sfeer is koed" en " gelijk een konijn op de plein" zijn in het Belgische voetbalminnend gedachtegoed ook nu nog gekende citaten.
Omdat Waseige er een 'bon vivant'-persoonlijkheid op nahield, sukkelde hij geregeld met zijn gezondheid en moest hij in 2001 al eens onder het mes voor hartproblemen en regelmatig op controle gaan. Bij de laatste controle in 2018 bemerkte men complicaties en dreigde Waseige nierproblemen te krijgen, waarvoor hij in de week van 8 juli 2019 uiteindelijk in Luik voor een standaardonderzoek werd opgenomen. De complicaties bleven Waseige tot 17 juli ter observatie aan het ziekenhuisbed kluisteren, waar hij uiteindelijk kwam te overlijden. Hij werd 79 jaar.

## Trivia
- Waseige rookte als trainer regelmatig sigaren. In de jaren 80 zat hij dan ook vaak met een sigaar op de bank. Volgens René van der Gijp, die bij Lokeren met hem samenwerkte, lustte hij ook een borreltje.[3]
- Marc Wilmots groeide onder Waseige uit tot de leider van de nationale ploeg. Toen Wilmots in 2012 benoemd werd als bondscoach, paste hij zijn speelwijze aan aan het systeem dat Waseige hanteerde als bondscoach. Dat systeem bestaat uit vijf aanvallend denkende en vijf verdedigend denkende spelers.[35]
- Als bondscoach moest Waseige de pers ook in het Nederlands te woord staan. Dat leverde opmerkelijke uitdrukkingen op als "De ene dag is een speler geblesseerd, de andere dag is hij zo fris als een konijn op de plein (sic)."[36]
- Waseige is getrouwd met Aline en heeft drie zonen (Thierry, Frédéric en William).[37]
- Frédéric Waseige debuteerde in 1983 bij Club Luik. Zijn vader Robert was toen coach van het elftal. Na zijn spelerscarrière ging Frédéric aan de slag als voetbalpresentator van VOO.
- In maart 2001 onderging Waseige met succes een bypassoperatie.[38]
- Waseige nam als bondscoach deel aan twee toernooien, net als Hector Goetinck (WK 1934, WK 1938), Raymond Goethals (WK 1970, EK 1972) en Marc Wilmots (WK 2014, EK 2016). Enkel Guy Thys en Roberto Martínez namen tijdens hun periodes als bondscoach deel aan meer dan twee toernooien.
- In 1999 werd Waseige de eerste Waalse bondscoach in de geschiedenis van de Rode Duivels. Pas in 2012 stelde de Koninklijke Belgische Voetbalbond (KBVB) met Marc Wilmots een tweede Waalse bondscoach aan.
- Jean-Marc Bosman, naar wie het Bosman-arrest genoemd is, speelde van 1988 tot 1990 onder Waseige bij Club Luik.